# Ahmed Munib Korkut
Ahmed Munib ef. Korkut (? - Travnik, 1925.), bošnjački je pjesnik, muderis i naibu-reis u razdoblju Austro-Ugarske. Otac je Dervišu i Besimu Korkutu.

## Životopis
Najmlađi je sin Derviš Muhamed Korkuta zvanog Sidi, travničkog muftije, muderisa u medresi i šejha u tekiji. Ahmed Munib je najprije bio od 1874. godine upravitelj ruždije u Travniku, potom muderis, a prije Prvog svjetskog rata bio je i naibu-reis u Sarajevu. Pisao je pjesme na arapskom jeziku i bio je dobar kaligraf.
Preminuo je 1925. godine i pokopan kod džamije Lončarica u Travniku.

## Vanjske poveznice
- O obitelji Korkut